# St. Katharinen (Gebesee)

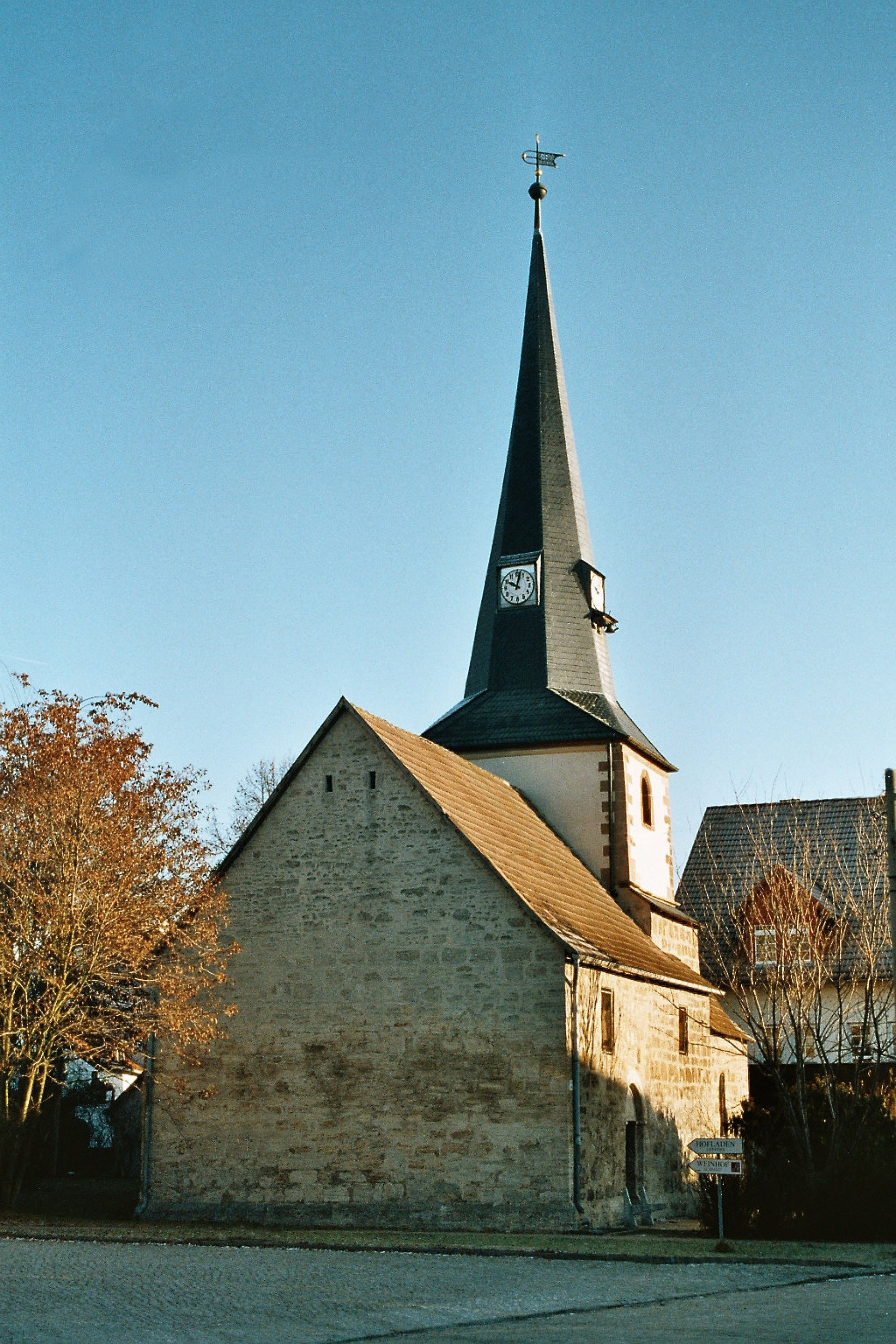
Filialkirche St. Katharinen

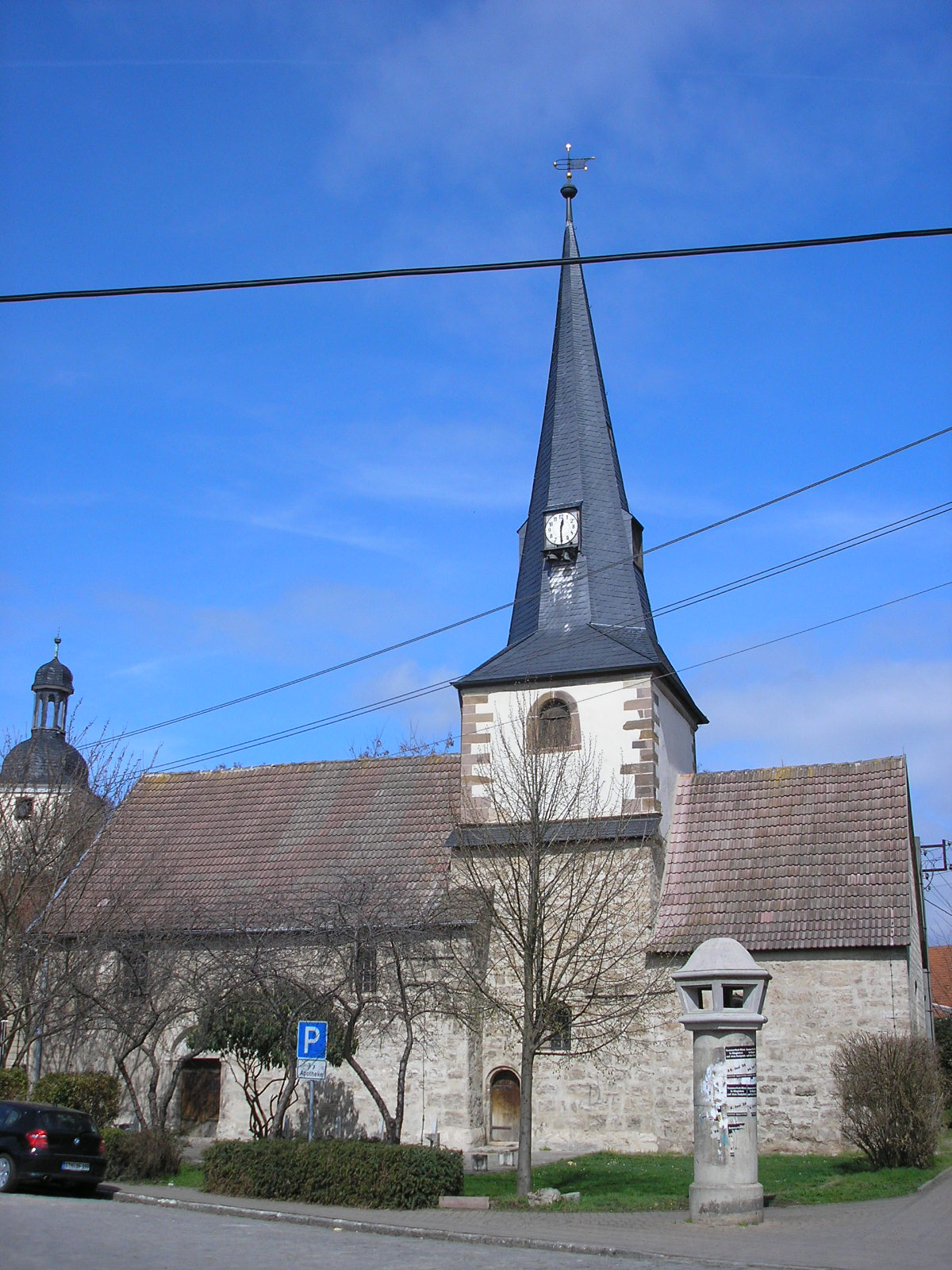
Seitenansicht

Die evangelische Kirche St. Katharinen steht an der Ecke Mühlstraße/Lange Straße beim Schloss von Gebesee, einer Landstadt im Landkreis Sömmerda in Thüringen.

## Beschreibung

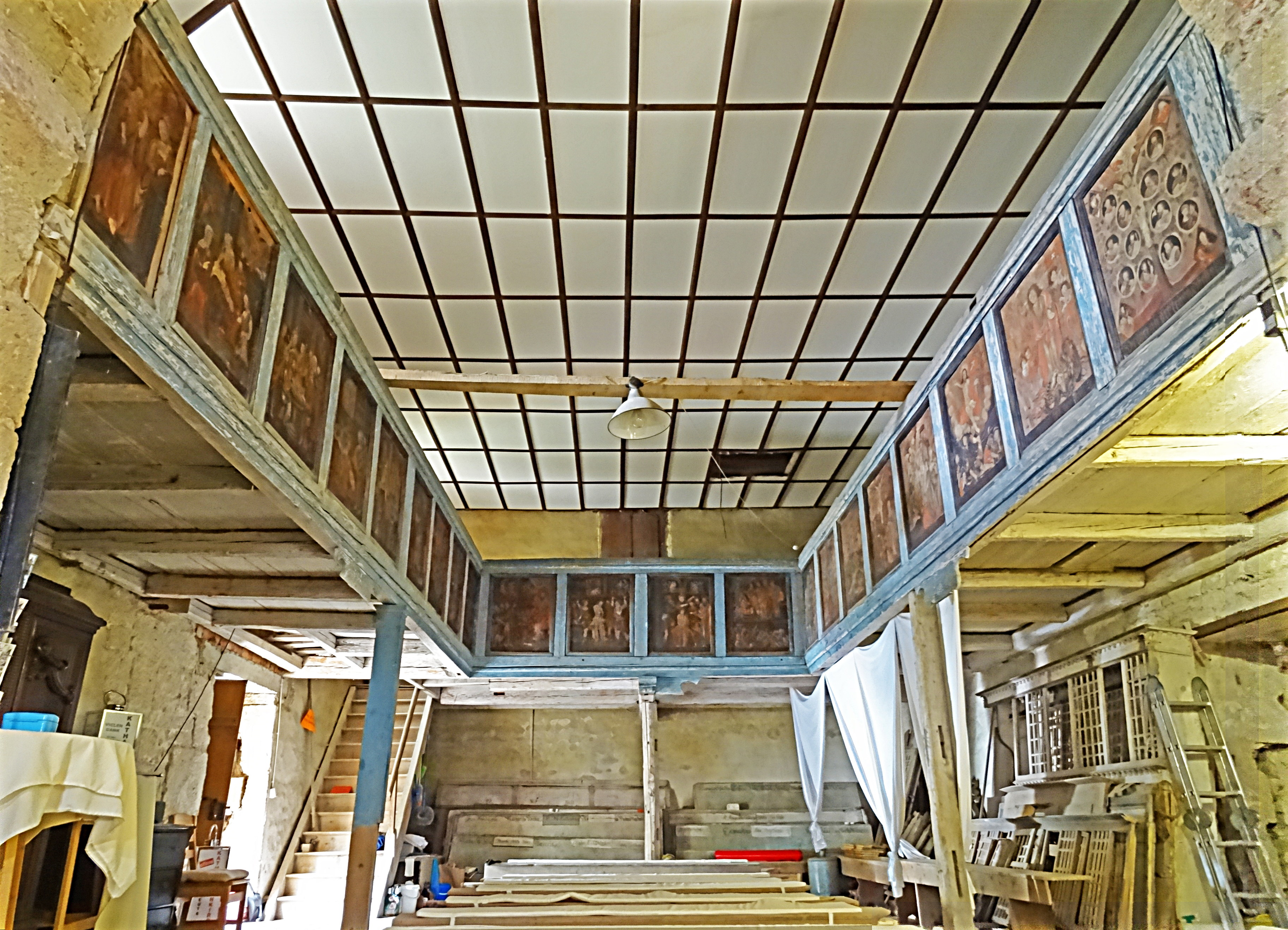
Blick in den Saal

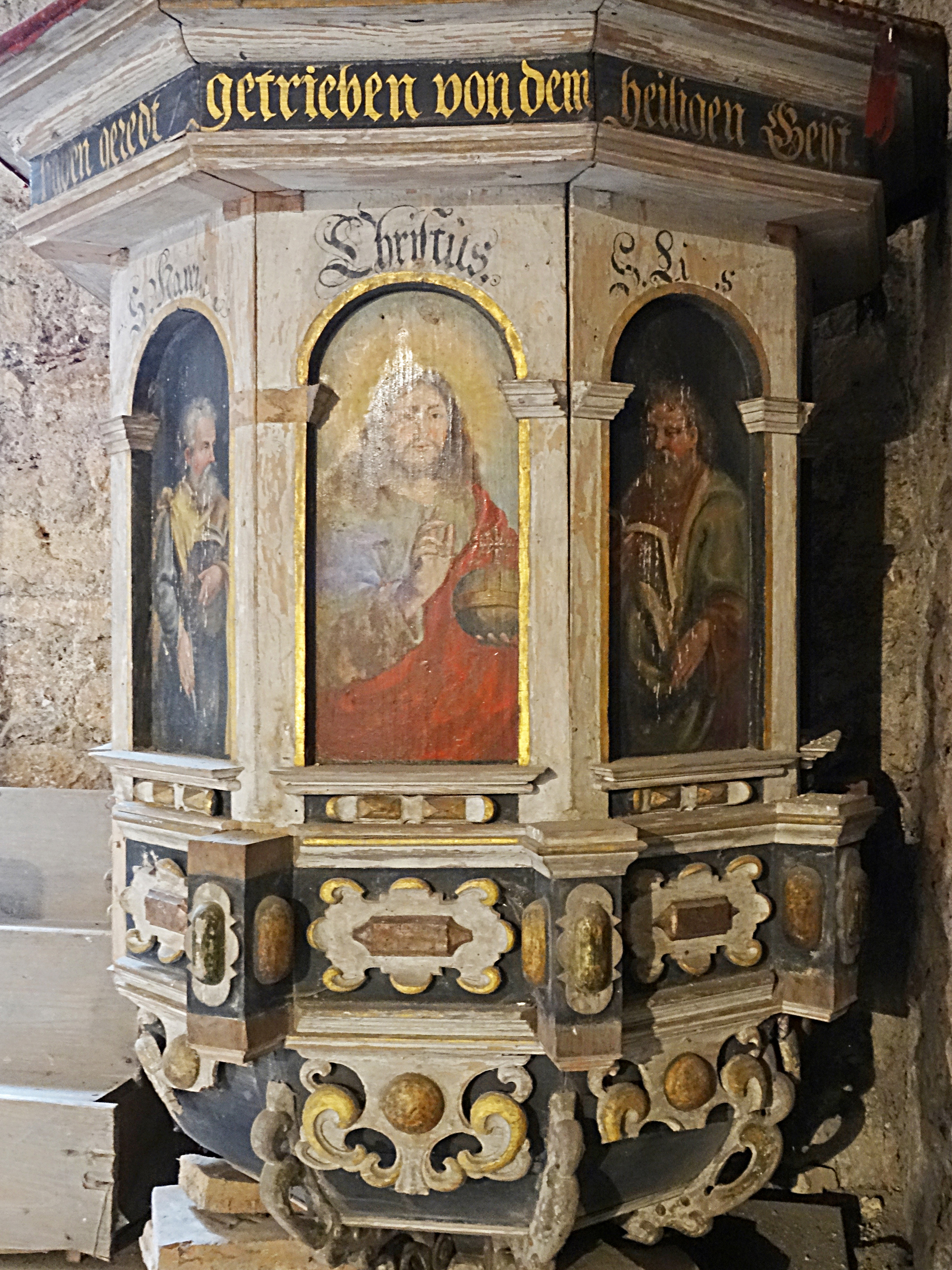
Kanzelkorb

Reste des romanischen Baus sind noch vorhanden, z. B. befinden sich Tonnengewölbe im Turmuntergeschoss. 1990 wurde die Kirche restauriert.
Die Katharinenkirche wurde 1376 an Stelle einer abgebrannten Kirche mit Chorturm und Apsis im Osten aus der Zeit um 1200 errichtet. Sie ist eine romanische Saalkirche, die um 1600 verändert wurde. Renoviert wurde sie zuletzt 1990. Von der Anlage des 12. Jahrhunderts ist der schlichte rechteckige Saal erhalten. An der Südseite befindet sich ein rundbogiges Portal auf einfachen Kämpfern und schmucklosem Tympanon. Ebenfalls aus dem 12. Jahrhundert ist das Erdgeschoss des Turmes, das mit einem Tonnengewölbe bedeckt ist. Im 14. Jahrhundert wurde die Apsis abgebrochen. Ihr Fundament konnte bei Bauarbeiten nachgewiesen werden. Es wurde ein rechteckiger Anbau als Chor errichtet. Um 1600 entstanden darauf die Obergeschosse des Turms.
Das mit einer Flachdecke versehene Kirchenschiff ist durch einen rundbogigen Chorbogen vom Chor getrennt. Die umlaufenden Emporen zeigen auf ihren Brüstungen Darstellungen aus dem Neuen Testament und Tafeln mit Sprüchen aus dem 18. Jahrhundert. Der Chor hat ein schlichtes, hölzernes Tonnengewölbe. Die Ausstattung stammt vorwiegend aus dem 17. Jahrhundert, teilweise wurde sie 1986/87 restauriert. Das Altarretabel aus dem 17. Jahrhundert besteht aus rundbogigen Feldern zwischen freistehenden Säulen mit Darstellungen des Abendmahls, der Ölberggruppe, der Kreuzigung, der Auferstehung und der Himmelfahrt. Der Altar stammt aus der 1. Hälfte des 17. Jahrhunderts. An ihm befinden sich sieben symbolische Darstellungen in rundbogigen Blenden. Die Kanzel von 1678 hat in den rundbogigen Feldern Gemälde mit den vier Evangelisten, von David und von Christus. Im Chorraum gibt es drei Logen aus dem Ende des 17. Jahrhunderts für die Herrschaft. Das Kirchengestühl von 1739 und 1799 hat aufgemalte Namen. Die Theophilusglocke wurde um 1300 gegossen.